# Mitchourinskoïe

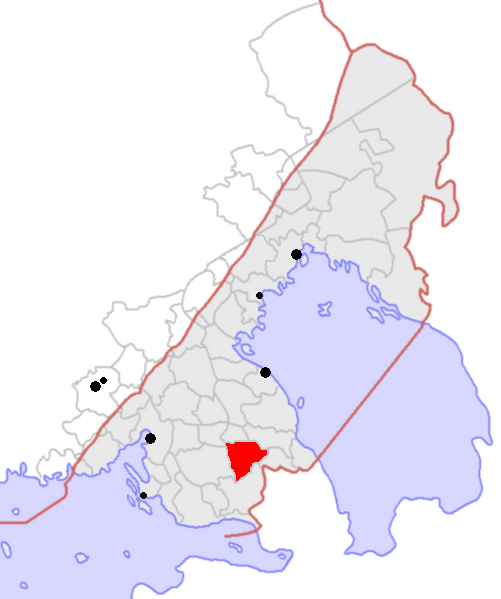
Localisation dans l'ancienne Carélie finlandaise cédée en 1940.

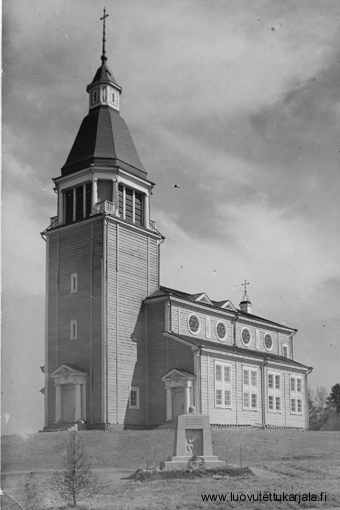
Église de Valkjärvi avant la Seconde Guerre mondiale

Mitchourinskoïe (en russe : Мичу́ринское, Valkjärvi en finnois) est une commune rurale de l'isthme de Carélie située en fédération de Russie dans le raïon de Priozersk. C'était avant 1944 une municipalité de Finlande. Elle a été renommée en 1948 en l'honneur du botaniste Ivan Mitchourine (1855-1935) et de l'école d'agronomie qui se trouvait au village.

## Géographie
Mitchourinskoïe se trouve au milieu de l'isthme au bord de la rivière Vuoksi. 
Sa superficie est de 399,6 km². Sa municipalité comprend le village de Mitchourinskoïe (centre administratif) et le village de Petritchenko. Sa population était de 1 764 habitants en 2010.

## Histoire
Du temps de la Finlande, la commune de Valkjärvi, faisant partie du comté du même nom, était entourée par celles de Vuoksela et Sakkola au nord, par celle de Muolaa à l'ouest, celle de Rautu à l'est et par la commune de Kivennapa au sud.
Valkjärvi appartient à la paroisse luthérienne de Muolaa à partir de  1648 puis devient paroisse indépendante à dater de  1738. En 1939, la population s'élevait à 7694 habitants. 
Valkjärvi a été prise par l'Armée rouge le 4 décembre 1939.
Après la guerre de continuation, les habitants sont évacués vers les communes de: Juupajoki, Jämsä, Jämsänkoski, Keuruu, Korpilahti, Koskenpää, Kuhmoinen, Kuorevesi, Mänttä, Orivesi et Vilppula.

## Villages du comté de Valkjärvi
Airikkala, Aliskala, Hampaala, Harmaala, Huuhti, Ilmola, Jauhola, Jutikkala, Kahkaala, Kamajauhola, Karkeala, Koivula, Kosteala, Kuuppola, Kyllästilä, Laavola, Lahdenpohja, Lankila, Lemmettylä, Liikola, Mannisniemi, Marjoniemi, Naumala, Nirkkola, Nouseala, Nurmijärvi, Oravaniemi, Pentsilä, Piikkilä, Puikkola, Puustinlahti, Päivilä, Pöppölä, Rampala, Rossila, Saavola, Salokylä, Sarkola, Siparila, Suontaka, Tarpila, Teppola, Torikka, Turulila, Uosukkala, Utula, Vaalimo, Valkeamatka, Veikkola, Vilppula, Vunukkala.